# Top Channel
Top Channel (abgekürzt TCH) ist ein privater Fernsehsender in Albanien. Hauptsitz und Studios befinden sich bei Tirana in Mëzez-Kodër, einem Ortsteil von Kashar.

## Geschichte
Das Unternehmen wurde am 30. Juli 2001 gegründet. Der Sendebetrieb wurde am 20. Dezember 2001 aufgenommen. In der Folge entwickelte sich Top Channel zum – auf das Programmangebot bezogen – größten Fernsehsender des Landes. Top Channel wird auch per Satellit in ganz Europa und Nordamerika empfangen. Chefredaktor ist Sokol Balla.
Der Sender erlangte mit seinen Programmen europaweit Popularität unter den Albanern. Seit dem 10. Mai 2009 wird das Programm in hochauflösendem Format High Definition ausgesendet; damit ist TCH Pionier auf diesem Gebiet in Albanien.
Unternehmensgründer Dritan Hoxha verstarb am 23. Mai 2008 nach einem Selbstunfall in Tirana. Seine Tochter Lori Hoxha übernahm später die Leitung des Senders.
In der Nacht auf den 27. März 2023 wurde mit halbautomatischen Schusswaffen aus einem Geländewagen auf den Eingangsbereich des Firmensitzes gefeuert. Ein Wachmann, der in der Pförtnerloge saß, wurde verletzt und starb beim Transport in ein Krankenhaus. Der Wagen wurde noch in der Nacht ausgebrannt gefunden. Der österreichische Präsident Van der Bellen, der sich seit dem 26. März mit einer Delegation in Tirana aufhielt, verurteilte die Tat.

## Organisation
Der Fernsehsender gehört zur Konzerngesellschaft Top Media, die daneben den Radiosender Top Albania Radio, die Tageszeitung Shqip, die Fernsehproduktionsfirma Video Graphic Agency und das Pay-TV Digitalb. Digitalb wird über den Satelliten Eutelsat empfangen.
Weitere Medienangebote von Top Media sind:
- Radio:
  - Top Albania Radio (100.0 FM, Tirana)
  - Top Gold Radio (100.8 FM, Tirana)
  - My Music Radio (97.3 FM, Tirana)
- TV:
  - Top News
  - MusicAL

## Programm
Das Programm von Top Channel besteht aus einer breiten Spektrum an Sendungen; dazu gehören:
- Nachrichtensendungen und -magazine

- Reportagen
- Sportschau

- Talk- und Diskussionssendungen

- Unterhaltungssendungen

- - Fiks Fare: tägliche Satire-Show, die sich auf humoristischer Weise politischen und gesellschaftlichen Problemen widmet
  - Portokalli: Kabarett-Show mit Studiopublikum am Sonntagabend
  - Top Fest: jährlich stattfindende Castingshow
  - Big Brother Albania: einmal jährlich während 100 Tagen (2008: Erste Staffel)
  - Dancing With The Stars: jährlicher Tanzwettbewerb, bei dem Prominente und Profis paarweise gegeneinander antreten (seit 2022, 8. Staffel)

- diverse amerikanische Serien